# Henderson County, Texas
Henderson County är ett administrativt område i delstaten Texas, USA, med 78 532 invånare (2010). Den administrativa huvudorten (county seat) är Athens.

## Geografi
Enligt United States Census Bureau har countyt en total area på 2 458 km². 2 264 km² av den arean är land och 194 km² är vatten.

### Angränsande countyn
- Kaufman County - norr
- Van Zandt County - norr
- Smith County - öster
- Cherokee County - sydost
- Anderson County - söder
- Freestone County - sydväst
- Navarro County - väster
- Ellis County - nordväst

### Orter
- Athens (huvudort)
- Chandler